# سنج
سنچ (المعروف أيضًا باسم سِنِد وسثينس) كان ملكًا مصريًا مبكرًا، ربما حكم خلال الأسرة الثانية. يبقى وضعه التاريخي غير مؤكد. تم تضمين اسمه في قوائم الملوك من عصر الرعامسة، على الرغم من أنه مكتوب بطرق مختلفة: فبينما تحاكي قائمة ملوك أبيدوس الشكل القديم للكتابة بمعنى الكتابة بالرموز أحادية الصوت، فإن قائمة ملوك تورين وقائمة ملوك سقارة تضع الاسم باستخدام الرمز الهيروغليفي للإوزة المذبوحة، التي تنطق كعلامة ثلاثية الصوت سنچ.
من غير المعروف مدة حكم سنچ على مصر. فتنسب له قائمة ملوك تورين 70 عامًا من الحكم، بينما ذكر المؤرخ المصري القديم مانيتون أن سثينس (كما أسماه) حكم لمدة 41 عامًا.